# Anthrax heteropyga
Anthrax heteropyga är en tvåvingeart som först beskrevs av Sack 1909.  Anthrax heteropyga ingår i släktet Anthrax och familjen svävflugor. Inga underarter finns listade i Catalogue of Life.